# Ні (фільм, 2012)
Ні — історична драма режисера Пабла Ларраїна, знята в 2012 році. Фільм заснований на неопублікованій сценічній п'єсі «Ель Плебіссіто», яку написав Антоніо Скармета. Мексиканський актор Гаель Гарсія Берналь зіграв Рене, затребуваного рекламника, який працював у Чилі наприкінці 1980-х років. Фільм показує тактику реклами в політичних кампаніях плебісциту 1988 року, коли чилійське громадянство вирішувало, чи варто диктатору Аугусто Піночету залишатися при владі ще вісім років. На 85-й церемонії вручення премії «Оскар» фільм був номінований на «Оскар» за найкращий фільм іноземною мовою.

## Сюжет
Після п'ятнадцяти років військової диктатури й міжнародного тиску, режим Чилі просить чилійців проголосувати на загальнонаціональному плебісциті 1988 року щодо того, чи повинен генерал Аугусто Піночет залишатися при владі ще на вісім років, або, чи потрібно проводити відкриті демократичні президентські вибори наступного року.
Успішний менеджер з реклами Рене Сааведра отримує відповідь «ні». Але за спиною свого політично консервативного боса Сааведра погоджується брати участь і вважає, що реклама — це похмуро непривабливий перелік зловживань режиму, створений організацією, яка не довіряє його зусиллям. Спокушений маркетинговим викликом і власною огидою до тиранії Піночета, він пропонує рекламному підкомітету обрати безтурботний і оптимістичний рекламний підхід, підкреслюючи абстрактні концепції, такі як «радість», щоб оскаржити побоювання, що голосування на референдумі— беззмістовна й небезпечна політика.
У той час, коли деякі члени «Ні» відхиляють цю маркетингову тему, вважаючи її легковажним запереченням жахливих зловживань режиму, пропозицію Сааведри схвалюють. Він, його син і товариші згодом стають мішенню і залякують владу. Врешті-решт бос Сааведри Лучо дізнається про діяльність свого співробітника, але коли Сааведра відмовляється від пропозиції стати партнером, то після його звільнення Лучо планує очолити кампанію «Так», щоб вижити.
Масштабна кампанія відбувається протягом 27 ночей у телевізійних рекламних роликах, де кожна сторона має 15 хвилин, щоб висловити свою точку зору. Згодом кампанія «Ні», що створила артистична спільнота Чилі, виявиляється ефективною завдяки серії цікавих та змістовних презентацій, які мають непереборну крос-демографічну привабливість. А рекламну кампанію «Так» висміюють, навіть й урядовці, тому що вона наводить лише сухі позитивні економічні дані на свою користь й має нечисленний творчий персонал.
Хоча уряд намагається перешкодити стороні «Ні», застосовуючи залякування й відверту цензуру, Рене та його команда використовують цю тактику на свою користь, тому громадська симпатія переходить до них. В останні дні кампанія розгортається з міжнародними голлівудськими знаменитостями та вуличними концертними мітингами кампанії «Ні», в той час як сторона «Так» намагається спародіювати рекламу «Ні».
У день референдуму здається, що «Так» попереду від своїх опонентів, але кінцевий результат закріплюється на боці «Ні». Проте остаточне підтвердження з'являється лише тоді, коли війська, що оточують штаб «Ні», відступають, бо з'являється новина про те, що чилійське військове командування змушує Піночета поступитися. Після успіху Сааведра та його бос відновлюють свій звичайний рекламний бізнес із народженням нового Чилі.
Фільм закінчується історичними кадрами, як Піночет передає владу новообраному президенту Патрісіо Ейлвіну.

## Актори
- Гаель Гарсія Берналь — Рене Сааведра
- Альфредо Кастро — Луїс «Лучо» Гусман
- Луїс Гнекко — Хосе Томас Уррутія
- Антонія Зегерс — Вероніка Карвахаль
- Марсіаль Тагле в ролі Кости
- Нестор Кантільяна — Фернандо Арансібія
- Хайме Ваделл — Серхіо Фернандес
- Паскаль Монтеро — Сімон Сааведра
- Дієго Муньос — Карлос
- Палома Морено в ролі Франциски
- Серхіо Ернандес
- Алехандро Гоїк — Рікардо
- Річард Дрейфус, Джейн Фонда, Крістофер Рів і Аугусто Піночет у ролі самих себе на архівних кадрах
- Патрісіо Ейлвін, Патрісіо Баньядос, Карлос Каселі та Флорсіта Мотуда виступають у ролі самих себе, а також з'являються в архівних кадрах

## Реліз
Прем'єра фільму відбулася на відкритому повітрі під час дощу на кінофестивалі в Телурайді. Також кінострічку представили на кінофестивалі в Локарно в Швейцарії й Санденс. Гаель Гарсія Берналь відвідав Міжнародний кінофестиваль у Торонто, де представив Ні. Компанія Нетворк випустила фільм у Великій Британії 8 лютого 2013 року.

## Сприйняття

### Оцінка
На Rotten Tomatoes фільм має оцінку 93 % на основі 132 оглядів і середню оцінку 7,70/10. Критики стверджують: «Ні використовує свою історію, щоб запропонувати розумний, темно-кумедний погляд на сучасну демократію та людську природу». Кінострічка також має оцінку 81 зі 100 на Metacritic на основі 36 голосувань критиків, що вказує на «всесвітнє визнання».
У травні 2012 року нью-йоркський критик Time Out Девід Фір назвав Ні «найближчим до шедевру, який я досі бачив тут, у Каннах». Рецензент Variety Леслі Фелперін вважав, що фільм має «потенціал вирватися» від звичайних гетто, які відділяють латиноамериканське кіно від неіспаномовних територій.
Однією з унікальних особливостей фільму було рішення Ларраїна використати ¾-дюймову магнітну стрічку Sony U-matic, яку широко використовували в телевізійних новинах у 80-х. The Hollywood Reporter стверджує, що це рішення, ймовірно, знизило шанси фільму «з комерційного погляду і з погляду виборців за Оскар». Рецензент Village Voice прокоментував, що фільм «дозволяє новому матеріалу Ларрейна цілком плавно поєднуватися з кадрами 1988 року фактичних розгонів поліції та продемократичні збори. Таке досягнення в кінематографічній правдоподібності можна зрівняти з Форестом Ґампом».

### Критика
Фільм отримав неоднозначні відгуки в Чилі. Декілька коментаторів, у тому числі Хенаро Арріагада, який керував кампанією «Ні», звинуватили фільм у спрощенні історії та, зокрема, у зосередженні виключно на телевізійній рекламній кампанії, ігноруючи вирішальну роль, яку відігравала низова реєстрація виборців у отриманні «Ні». Ларраїн висловився про те, що він не мав наміру знімати документальний фільм. Він сказав, що це просто бачення того, як він сприйняв цю історію.

### Відзнаки
Після показу на Каннському кінофестивалі 2012 рокуфільм отримав нагороду в категорії «Найкращий художній фільм». У вересні 2012 року Ні був представлений в категорії «Найкращий фільм іноземною мовою» на 85-й церемонії вручення премії Оскар. На кінофестивалі в Абу-Дабі в 2012 році Берналь отримав нагороду за найкращу чоловічу роль.